# Club Sportivo Trinidense
El Club Sportivo Trinidense és un club de futbol paraguaià del barri de Santísima Trinidad a la ciutat d'Asunción.

## Història
El club va ser fundat el dia 11 d'agost de 1935. El seu principal rival és el Rubio Ñu, del mateix barri de Santísima Trinidad.
El primer cop que jugà a Primera Divisió fou el 1994. El 2010 retornà a primera després de guanyar la segona divisió (Division Intermedia) el 2009.

## Palmarès
- Segona divisió paraguaiana de futbol: 
  - 2009
- Tercera divisió paraguaiana de futbol: 
  - 1982, 1987, 1990, 2002

## Futbolistes destacats
Llistat de futbolistes que, o han jugat un mínim de 125 partits per al club, o han establert algun rècord per al club, o han estat internacionals amb alguna selecció, o han jugat a primera divisió en algun altre país o han jugat competicions internacionals:
- Juan Iturbe (2006)[5]
- Arístides Rojas (2006)[6]
- Dario Lezcano (2007-2008)
- Juan Cardozo (2010)
- Kenneth Nkweta Nju
- Yuki Tamura (2010)[7]
- Syahrizal Syahbuddin (2011)[8]
- Hee-Mang Jang (2017-)[9]